# あかね雲 (漫画)
『あかね雲』（あかねくも）は、里中満智子による日本の漫画作品。
『なかよし』（講談社）にて1977年12月号から1978年12月号まで連載された。

## 書誌情報
- あかね雲 1、初版発行日 1978年4月5日
- あかね雲 2、初版発行日 1978年11月4日
- あかね雲 3、初版発行日 1979年7月5日
  - 初恋かしら?（1979年5月号前編 1979年6月号後編）